# Shaft (Film)
Shaft [ʃæft] ist ein Kultfilm des US-amerikanischen Regisseurs Gordon Parks aus dem Jahre 1971. Der Blaxploitation-Film mit Richard Roundtree in der Hauptrolle basiert auf dem Roman Shaft (deutsch: Shaft und das Drogenkartell) von Ernest Tidyman, der auch das Drehbuch mitverfasste. Der mehrfach ausgezeichnete Soundtrack von Isaac Hayes gilt heute als legendär. 

## Handlung
Der selbständig arbeitende Detektiv John Shaft hat ein kleines Büro am Times Square, doch seine Fälle führen ihn hauptsächlich in das Schwarzen-Viertel von Harlem in New York City. Er wird vom Gangsterboss Bumpy angeheuert, dessen von einem Mafia-Clan entführte Tochter zu finden und zu befreien. Am Ende des Films kommt es zum Showdown zwischen den Entführern und von Shaft angeheuerten Mitgliedern einer militanten Bürgerrechtsbewegung.

## Hintergrund
Der Film wurde vom 18. Januar bis zum 12. März 1971 in New York City gedreht. Das Budget wird auf 1.125.000 US-Dollar geschätzt; mehr als das Zehnfache wurde eingespielt. Er kam am 2. Juli 1971 in die US-amerikanischen und am 9. August 1972 in die deutschen Kinos. Auf DVD wurde er in Deutschland am 22. Februar 2001 veröffentlicht.
Für Richard Roundtree, der bis dahin mehr für Werbespots gecastet wurde, bedeutete der Film den Durchbruch und eine Nominierung für einen Golden Globe.

## Kritiken
„Superdetektiv Shaft, eine James-Bond-Ausgabe in Schwarz, schafft alles. (…) Erster von drei Thrillern der MGM (…), die technisch gekonnte und sehr effektvolle Spannungsunterhaltung um einen Harlem-Helden offerierten: Zeugnisse des neuen Selbstbewußtseins der schwarzen Amerikaner.“

„Der verwickelte Plot ist absolutes Mittelmaß. (…) Der Plot (…) ist nichts weiter als ein Vehikel für den „starken Schwarzen“, der – zum ersten Mal im Hollywood-Kino, seine eigenen Regeln schafft, auf keinen hört, Befehle gibt, statt sie zu befolgen, und nicht die geringste Angst hat, sich über weiße Autoritätspersonen lustig zu machen. Trotz oder wegen seiner subversiven Hauptfigur und der militanten Untertöne erreichte Shaft das schwarze und weiße Publikum (…).“

## Auszeichnungen
Academy Awards (Oscar) 1972
- Auszeichnung in der Kategorie Bester Song für Isaac Hayes
- Nominierung in der Kategorie Beste Filmmusik für Theme from Shaft von Isaac Hayes

Britischer Filmpreis 1972
- Nominierung in der Kategorie Beste Filmmusik (Anthony Asquith Award for Film Music) für Isaac Hayes

Golden Globe Award 1972
- Auszeichnung in der Kategorie Beste Filmmusik für Isaac Hayes
- Nominierung in der Kategorie Bester Filmsong für Isaac Hayes
- Nominierung in der Kategorie Bester Nachwuchsdarsteller für Richard Roundtree

Grammy Awards 1972
- Grammy Award in der Kategorie Beste Originalmusik geschrieben für einen Film oder ein Fernsehspecial (Best Original Score Written For A Motion Picture Or A Television Special) für Isaac Hayes

MTV Movie Awards 1994
- Lifetime Achievement Award für Richard Roundtree für die Filmreihe Shaft (Shaft, Shaft – Liebesgrüße aus Pistolen und Shaft in Afrika)

National Film Registry
- Im Jahr 2000 wurde der Film in die Liste der im National Film Registry verzeichneten Filme aufgenommen.

## Fortsetzungen
Aufgrund des Erfolges wurden in den Folgejahren zwei Fortsetzungen gedreht. Knapp 30 Jahre später versuchte sich Hollywood an dem Stoff. In der Fortsetzung aus dem Jahre 2000 spielte Samuel L. Jackson den gleichnamigen Neffen von John Shaft. 2019 folgte ein weiterer Film.
- 1972: Shaft – Liebesgrüße aus Pistolen
- 1973: Shaft in Afrika
- 2000: Shaft – Noch Fragen?
- 2019: Shaft

Fernsehserie
- 1973–1974: Shaft